# Miodineutes heeri
Miodineutes heeri là một loài bọ cánh cứng trong họ van Gyrinidae. Loài này được Hatch miêu tả khoa học năm 1927.